# فرودگاه محلی استافورد
فرودگاه محلی استافورد (به انگلیسی: Stafford Regional Airport) یک فرودگاه همگانی بهره‌برداری هوایی است که یک باند فرود آسفالت دارد و طول باند آن ۱۵۲۴ متر است. این فرودگاه در کشور ایالات متحده آمریکا قرار دارد و در ارتفاع ۶۴ متری از سطح دریا واقع شده است.